# الکساندر کالورت
الکساندر کَلورت (متولد ۱۵ژوئیه ۱۹۹۰)یک هنرپیشه کانادایی است.وی بیشتر برای بازی در سریال سوپرنچرال شناخته میشود.

## مسیر شغلی
او در چندین فیلم و سریال تلویزیونی ایفای نقش کرد؛ ازجمله مجموعه سربازان، چاق بودن مثل من و منطقه مرده.
کالورت در چند تبلیغ بازرگانی برای بست بای، کولز، رود رانر، جنرال میلز و متل شرکت کرد.
در ۱۷ ژوئیه ۲۰۱۵ اعلام شد که کَلورت در فصل ۴ سریال پیکان نقش لانی ماشین را ایفا خواهد کرد. بعلاوه بعنوان جک، پسر لوسیفر به بازیگران اصلی سریال سوپرنچرال پیوست.